# W. Marvin Watson

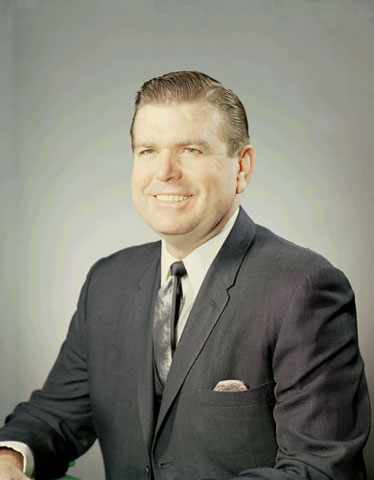
W. Marvin Watson

William Marvin Watson (* 6. Juni 1924 in Oakhurst, San Jacinto County, Texas; † 26. November 2017 in The Woodlands, Texas) war ein US-amerikanischer Politiker (Demokratische Partei), der im Kabinett von Präsident Lyndon B. Johnson das Amt des US-Postministers bekleidete. Er war unter Johnson außerdem de facto Stabschef des Weißen Hauses.

## Leben
Nach dem Schulbesuch begann Watson zunächst ein Studium an der Baylor University in Waco. Als die Vereinigten Staaten in den Zweiten Weltkrieg eintraten, schloss er sich dem Marine Corps an und diente im Pazifikraum. Nach Kriegsende nahm er sein Studium wieder auf und schloss es als Master of Business Administration ab. Danach arbeitete er als Assistent des Präsidenten der Lone Star Steel Company, eines Stahlunternehmens mit Sitz in Lone Star.
1958 wurde Watson ins State Democratic Committee, das Führungsgremium der Demokratischen Partei in Texas, gewählt. Während dieser Zeit begann er sich für eine mögliche Präsidentschaftskandidatur von US-Senator Lyndon B. Johnson zu engagieren. Dieser setzte ihn später als Parteitagskoordinator ein. Nachdem Johnson, zuvor Vizepräsident, dem ermordeten John F. Kennedy im November 1963 ins Präsidentenamt gefolgt war, holte er seinen Gefolgsmann ins Weiße Haus. Watson nahm dort faktisch die Aufgaben des Stabschefs wahr, wenngleich Johnson wie schon Kennedy diesen Posten nicht offiziell besetzte. Wie zuvor Kenneth O’Donnell unter Kennedy fungierte Watson als Appointments Secretary des Präsidenten. Nach Bill Moyers’ Rücktritt als Pressesprecher des Weißen Hauses im Jahr 1967 übernahm er auch noch einen Teil von dessen Aufgabenbereich.
Am 26. April 1968 wurde Watson dann offiziell in das Kabinett aufgenommen, als er die Nachfolge von Larry O’Brien als Postmaster General antrat. Der Präsident wollte damit notwendige Reformen im Postwesen einleiten. Gemeinsam mit dem Präsidenten schied Watson am 20. Januar 1969 aus der Regierung aus. Danach ging er in die freie Wirtschaft und wurde Vorstandsmitglied von Occidental Petroleum. Er war zuletzt der letzte noch lebende US-Postminister im Kabinettsrang; unter seinem Nachfolger Winton M. Blount wurde die Umwandlung des Ministeriums in eine unabhängige Bundesbehörde (United States Postal Service) vollzogen.

## Werke
- W. Marvin Watson & Sherwin Markman. Chief of Staff: Lyndon Johnson and His Presidency. Thomas Dunne Books, 2004. ISBN 0-312-28504-3